# Formica obtusopilosa
Formica obtusopilosa é uma espécie de formiga do gênero Formica, pertencente à subfamília Formicinae.